# Uscana galtoni
Uscana galtoni är en stekelart som beskrevs av Girault 1912. Uscana galtoni ingår i släktet Uscana och familjen hårstrimsteklar. Inga underarter finns listade i Catalogue of Life.